# Glimboca, Caraș-Severin
Glimboca este o comună în județul Caraș-Severin, Banat, România, formată numai din satul de reședință cu același nume.

## Geografie
Este situată în apropierea orașului Otelu-Rosu.Aceasta se afla in nordul judetului. Ea se afla pe drumul spre Caransebes la o distanta de 3 km fata de centrul orasului Otelu Rosu.Are o populație de 1.930 locuitori (2002). Coordonatele geografice sunt: 45° 29' N, 22° 19' E. Cod poștal: 327220.
La Glimboca funcționează casa de bătrâni "Sfânta Treime".Pentru a ajunge aici se merge pe drumul din centrul comunei, se trece podul peste raul Bistra si la aprox.1 km, se afla o manastire ridicata dupa Revolutie,in incinta careia se afla aceasta casa de batrani.Peisajul ce se vede de aici, cat si atmosfera, aerul sunt deosebite.Este multa liniste aici. Cei mai importanti vecini ai aceste comune sunt comuna Obreja si Rusca Montana.

## Demografie
Componența etnică a comunei Glimboca
     Români (94,96%)
     Necunoscută (4,48%)
     Altă etnie (0,55%)
Componența confesională a comunei Glimboca
     Ortodocși (78,76%)
     Penticostali (5,91%)
     Baptiști (9,07%)
     Necunoscută (4,81%)
     Altă religie (1,43%)
Conform recensământului efectuat în 2011, populația comunei Glimboca se ridică la 1.808 locuitori, în scădere față de recensământul anterior din 2002, când se înregistraseră 1.930 de locuitori,adica cu 122 de oameni mai putini. Majoritatea locuitorilor sunt români (94,97%). Pentru 4,48% din populație, apartenența etnică nu este cunoscută.
Din punct de vedere confesional, majoritatea locuitorilor sunt ortodocși (78,76%), dar există și minorități de baptiști (9,07%) și penticostali (5,92%). Pentru 4,81% din populație, nu este cunoscută apartenența confesională.

## Politică și administrație
Comuna Glimboca este administrată de un primar și un consiliu local compus din 11 consilieri. Primarul, , de la , a fost ales în . Începând cu alegerile locale din 2016, consiliul local are următoarea componență pe partide politice:
|  | Partid                                       | Consilieri | Componența Consiliului | Componența Consiliului | Componența Consiliului | Componența Consiliului | Componența Consiliului | Componența Consiliului |
|  | -------------------------------------------- | ---------- | ---------------------- | ---------------------- | ---------------------- | ---------------------- | ---------------------- | ---------------------- |
|  | Partidul Național Liberal                    | 6          |                        |                        |                        |                        |                        |                        |
|  | Partidul Alianța Liberalilor și Democraților | 2          |                        |                        |                        |                        |                        |                        |
|  | Partidul Social Democrat                     | 2          |                        |                        |                        |                        |                        |                        |
|  | Partidul Mișcarea Populară                   | 1          |                        |                        |                        |                        |                        |                        |

## Personalități născute aici
- Ioan Crasnic (n. 1929), antrenor de lupte.

## Imagini

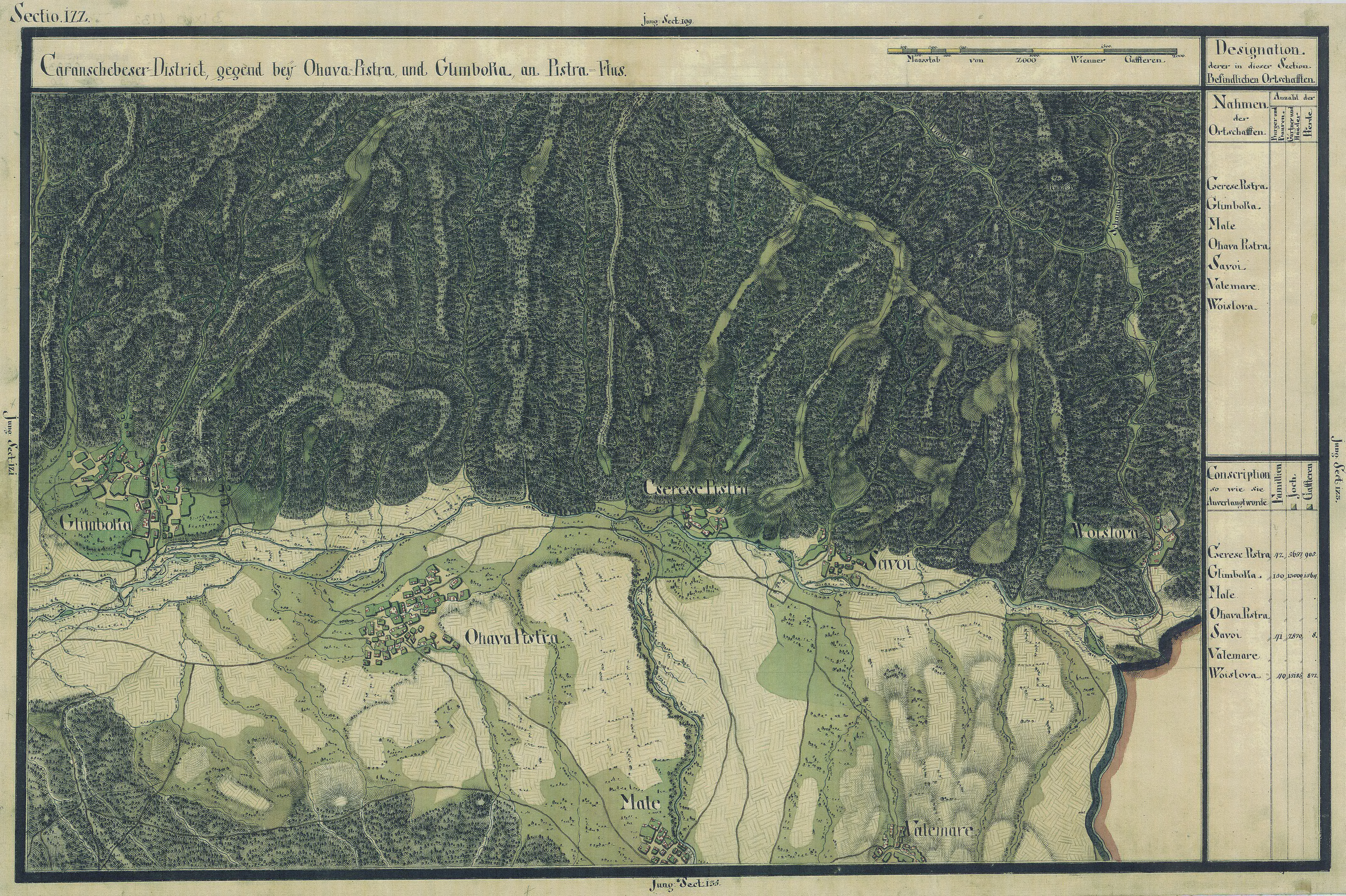
Glimboca în Harta Iosefină a Banatului, 1769-72
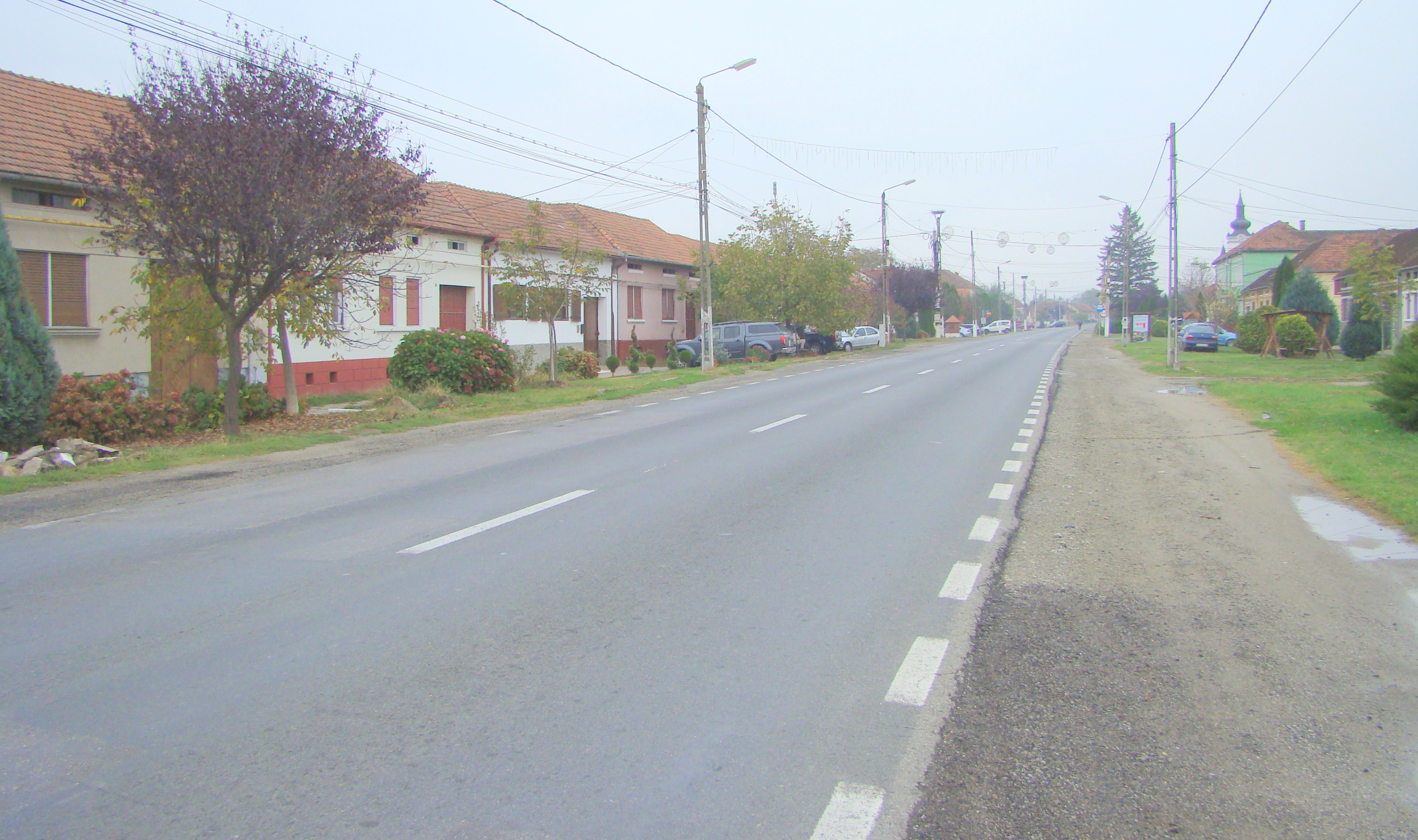
Strada principală
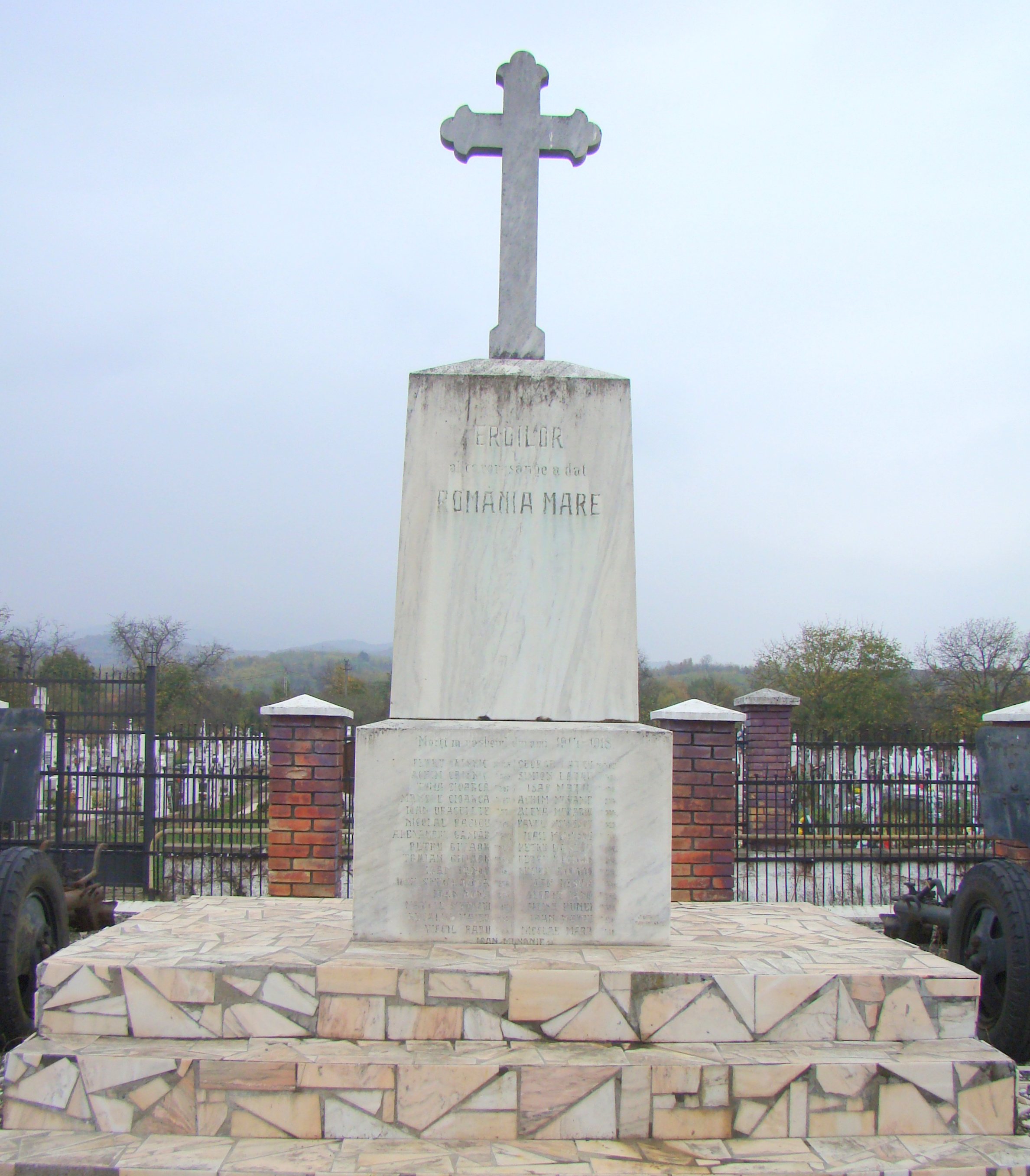
Monumentul eroilor
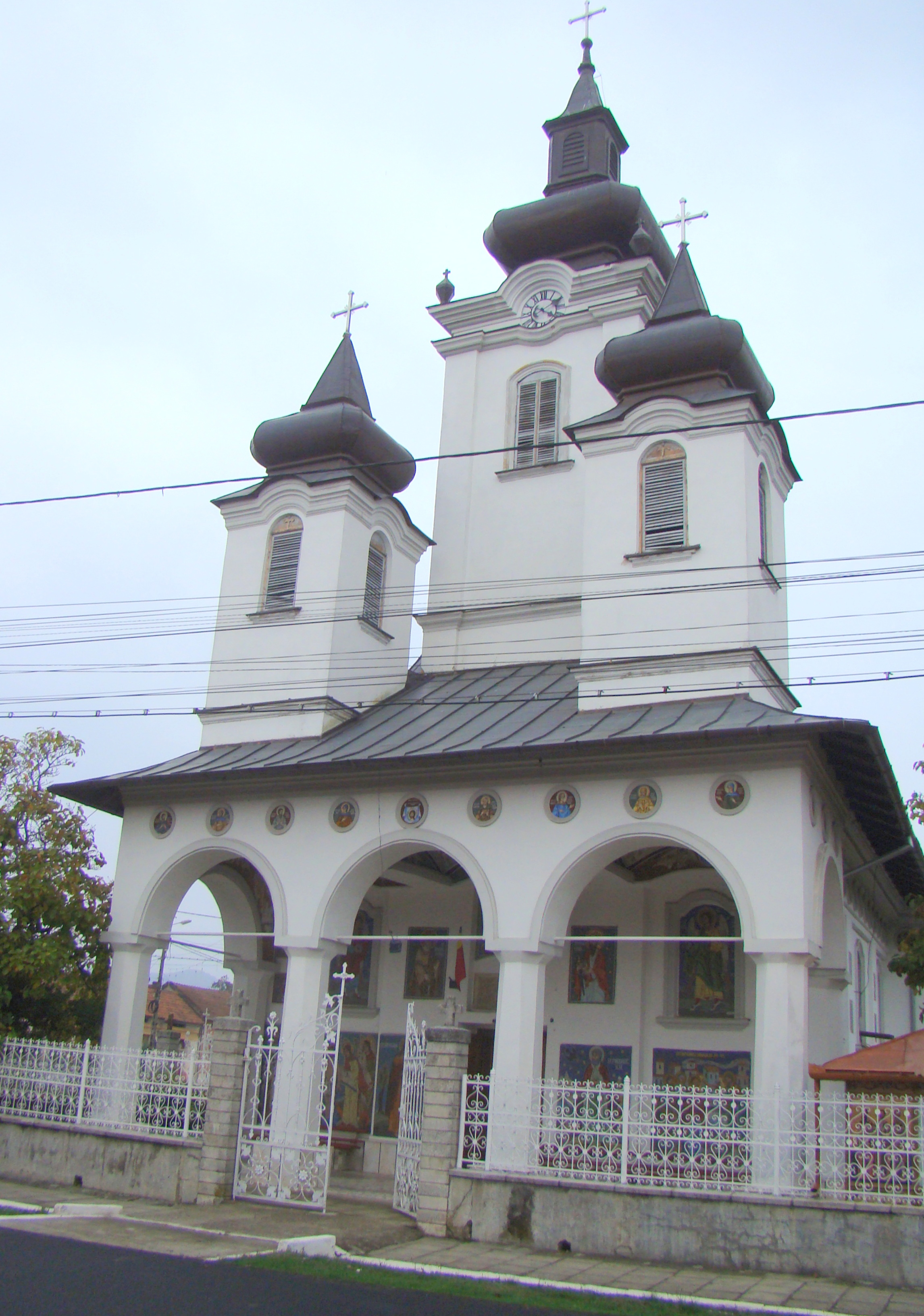
Biserica „Adormirea Maicii Domnului” (1790)
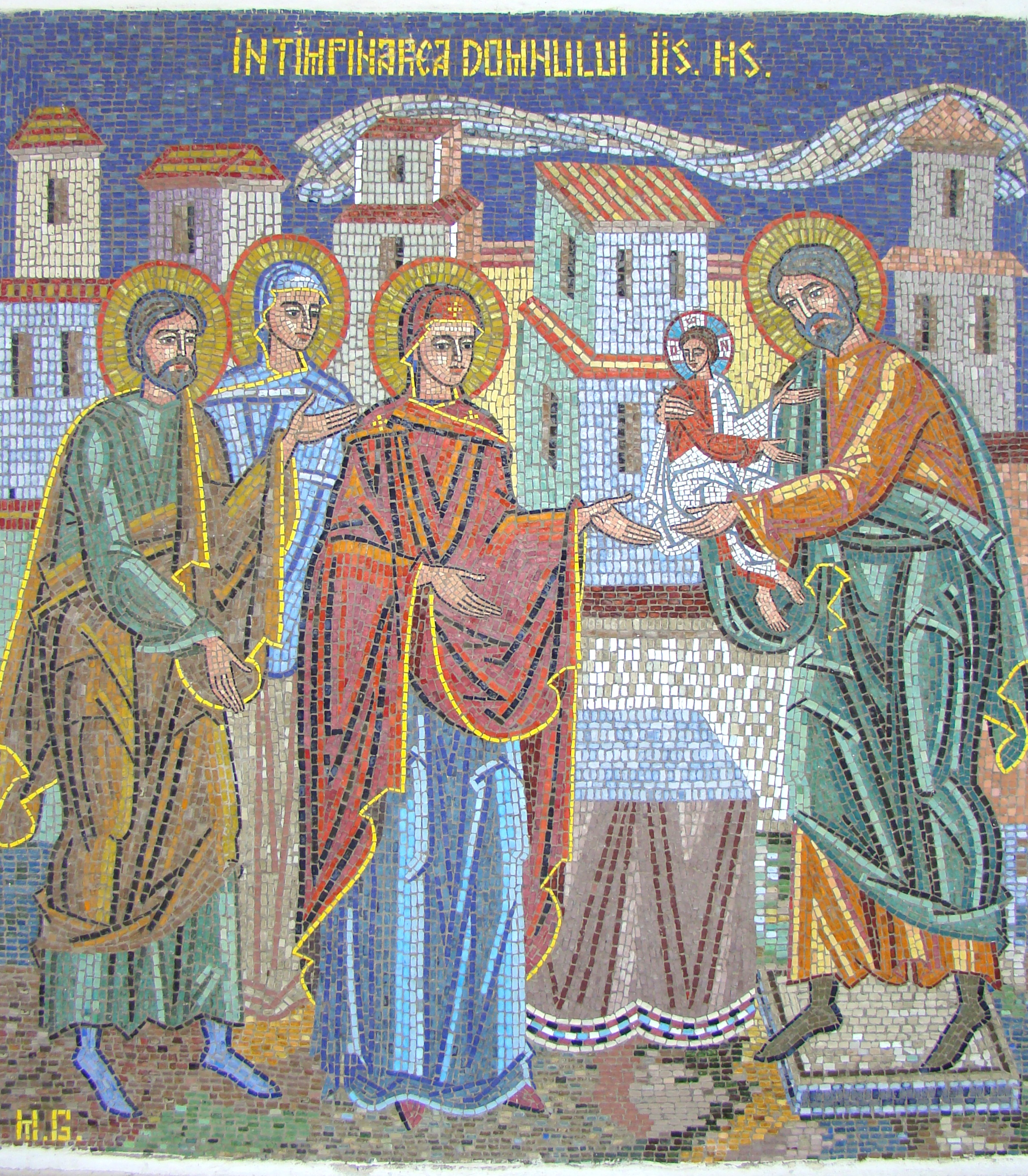
Biserica „Adormirea Maicii Domnului” (mozaic exterior)
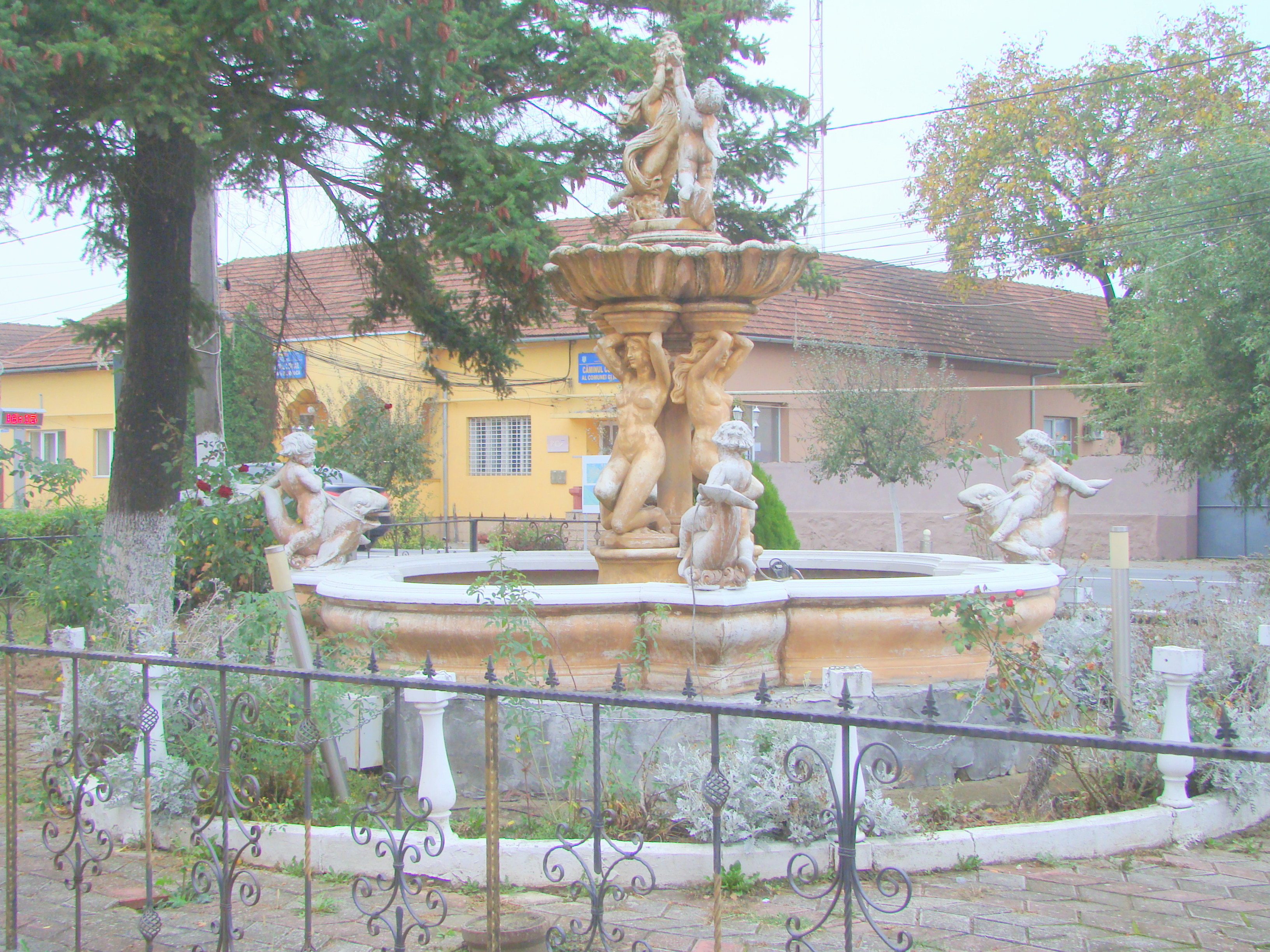
Fântâna din faţa căminului cultural